# Leonel Vangioni
 Leonel Jesús Vangioni (5. květen 1987, Villa Constitución, Argentina) je argentinský fotbalový záložník. Momentálně hraje za argentinský klub Newell's Old Boys. Reprezentoval Argentinskou reprezentaci ve třech zápasech.

## Přestupy
- z River Plate do AC Milán zadarmo
- z AC Milán do CF Monterrey 1 700 000 Euro

## Statistiky
| Sezóna                      | Klub                        | Liga                        | Liga   | Liga | Ligové poháry | Ligové poháry | Ligové poháry | Kontinentální poháry | Kontinentální poháry | Kontinentální poháry | Celkem | Celkem |
| Sezóna                      | Klub                        | Soutěž                      | Zápasy | Góly | Soutěž        | Zápasy        | Góly          | Soutěž               | Zápasy               | Góly                 | Zápasy | Góly   |
| --------------------------- | --------------------------- | --------------------------- | ------ | ---- | ------------- | ------------- | ------------- | -------------------- | -------------------- | -------------------- | ------ | ------ |
| 2006/07                     | Newell's Old Boys           | Primera División            | 14     | 0    | -             | 0             | 0             | -                    | 0                    | 0                    | 14     | 0      |
| 2007/08                     | Newell's Old Boys           | Primera División            | 26     | 1    | -             | 0             | 0             | -                    | 0                    | 0                    | 26     | 1      |
| 2008/09                     | Newell's Old Boys           | Primera División            | 34     | 5    | -             | 0             | 0             | -                    | 0                    | 0                    | 34     | 5      |
| 2009/10                     | Newell's Old Boys           | Primera División            | 31     | 1    | -             | 0             | 0             | PO+CS                | 2+2                  | 0                    | 35     | 1      |
| 2010/11                     | Newell's Old Boys           | Primera División            | 13     | 0    | -             | 0             | 0             | -                    | 0                    | 0                    | 13     | 0      |
| 2011/12                     | Newell's Old Boys           | Primera División            | 27     | 0    | -             | 0             | 0             | -                    | 0                    | 0                    | 27     | 0      |
| 2012                        | Newell's Old Boys           | Primera División            | 13     | 0    | -             | 0             | 0             | -                    | 0                    | 0                    | 13     | 0      |
| 2013                        | River Plate                 | Primera División            | 18     | 4    | -             | 0             | 0             | CS                   | 6                    | 0                    | 24     | 4      |
| 2013/14                     | River Plate                 | Primera División            | 34     | 0    | -             | 0             | 0             | CS                   | 8                    | 0                    | 42     | 0      |
| 2014                        | River Plate                 | Primera División            | 15     | 1    | -             | 0             | 0             | -                    | 0                    | 0                    | 15     | 0      |
| 2015                        | River Plate                 | Primera División            | 13     | 0    | -             | 0             | 0             | PO+CS+RS+CSB         | 11+1+2+1             | 0                    | 28     | 0      |
| 2016                        | River Plate                 | Primera División            | 9      | 0    | -             | 0             | 0             | PO+MSk               | 4+2                  | 0                    | 15     | 0      |
| Celkem za River Plate       | Celkem za River Plate       | Celkem za River Plate       | 89     | 5    | -             | 0             | 0             | -                    | 36                   | 0                    | 125    | 5      |
| 2016/17                     | Milán                       | Serie A                     | 15     | 0    | IP+IS         | 0+0           | 0             | -                    | 0                    | 0                    | 15     | 0      |
| 2017                        | Monterrey                   | Liga MX                     | 19+7   | 1    | MP            | 4             | 0             | -                    | 0                    | 0                    | 30     | 1      |
| 2018/19                     | Monterrey                   | Liga MX                     | 28+6   | 1    | MP            | 3             | 0             | LMC                  | 4                    | 0                    | 41     | 1      |
| 2019/20                     | Monterrey                   | Liga MX                     | 13+6   | 0    | MP            | 1             | 1             | MSk                  | 2                    | 1                    | 22     | 2      |
| Celkem za Monterrey         | Celkem za Monterrey         | Celkem za Monterrey         | 79     | 2    | -             | 8             | 1             | -                    | 6                    | 1                    | 93     | 4      |
| 2020                        | Libertad                    | Primera División            | 4      | 0    | -             | 0             | 0             | -                    | 0                    | 0                    | 4      | 0      |
| 2021                        | Libertad                    | Primera División            | 15     | 0    | -             | 0             | 0             | CS                   | 10                   | 0                    | 25     | 0      |
| Celkem za Libertad          | Celkem za Libertad          | Celkem za Libertad          | 19     | 0    | -             | 0             | 0             | -                    | 10                   | 0                    | 29     | 0      |
| 2022                        | Newell's Old Boys           | Primera División            | 7      | 0    | AP+ANP        | 2+6           | 0             | -                    | 0                    | 0                    | 15     | 0      |
| 2023                        | Newell's Old Boys           | Primera División            | 1      | 0    | ANP           | 7             | 0             | CS                   | 2                    | 0                    | 10     | 0      |
| Celkem za Newell's Old Boys | Celkem za Newell's Old Boys | Celkem za Newell's Old Boys | 121    | 7    | -             | 15            | 0             | -                    | 6                    | 0                    | 142    | 7      |
| Celkově                     | Celkově                     | Celkově                     | 378    | 14   | -             | 23            | 1             | -                    | 58                   | 1                    | 460    | 16     |

## Úspěchy

### Klubové

#### Národní
- vítěz argentinské ligy (1x)

River Plate: 2014
- vítěz mexické ligy (1x)

Monterrey: 2018/19
- vítěz mexického poháru (1x)

Monterrey: 2016/17
- vítěz italského superpoháru (1x)

Milán: 2016

#### Kontinentální
- vítěz Pohár osvoboditelů (1x)

River Plate: 2015
- vítěz Ligy mistrů CONCACAF (1x)

Monterrey: 2019
- vítěz Copa Sudamericana (1x)

River Plate: 2014
- vítěz Recopa Sudamericana (1x)

River Plate: 2015
- vítěz Coppa Suruga Bank (1x)

River Plate: 2015